# Janów Lubelski
Janów Lubelski – miasto w województwie lubelskim, w powiecie janowskim, siedziba gminy miejsko-wiejskiej Janów Lubelski.
Według danych z 1 stycznia 2011 r. powierzchnia miasta wynosiła 14,80 km². Według danych GUS z 31 grudnia 2020 r. Janów Lubelski liczył 11 661 mieszkańców.

## Położenie
Pod względem historycznym Janów Lubelski leży w dawnej ziemi lubelskiej, stanowiącej część Małopolski. Wieś Biała, która w 1640 dała początek miastu, w drugiej połowie XVI wieku położona była w powiecie lubelskim województwa lubelskiego. W latach 1975–1998 miasto administracyjnie należało do województwa tarnobrzeskiego.
Według regionalizacji fizycznogeograficznej Polski Janów Lubelski położony jest na pograniczu dwóch mezoregionów: Równiny Biłgorajskiej (stanowiącej część makroregionu Kotliny Sandomierskiej) i Roztocza Zachodniego (stanowiącego część Roztocza).
Miasto znajduje się nad rzeką Białką. Na południe od Janowa Lubelskiego rozciągają się Lasy Janowskie, stanowiące zachodnią część kompleksu leśnego Puszczy Solskiej.
Położenie względem miast Polski:
- 61 km w kierunku południowym od Lublina
- 80 km w kierunku północnym od Rzeszowa
- 47 km w kierunku wschodnim od Sandomierza

## Podział miasta
| SIMC    | Nazwa            | Rodzaj       |
| ------- | ---------------- | ------------ |
| 0980501 | Biała Poduchowna | część miasta |
| 0980518 | Przyborowie      | część miasta |
| 0980524 | Zaolszynie       | część miasta |

## Historia

### Pierwsze wzmianki
W XII w. rozpoczęła się wzmożona kolonizacja Puszczy Sandomierskiej. Okoliczna ludność trudniła się wyrębem lasów i spławianiem drewna, wypalaniem węgla drzewnego, produkcją żelaza z rudy darniowej, przygotowywaniem potażu i mazi, bartnictwem oraz produkcją miodu i wosku. Tereny po trzebieży umożliwiły intensyfikację rolnictwa i rozwój osad takich jak Biała, Dzwola (pierwsze wzmianki w źródłach pisanych datuje się na 1245 r.), Kocudza (1377 r.) lub Godziszów (1451 r.).
Czynnikiem skłaniającym do lokacji miasta Janów była chęć stworzenia ośrodka administracyjnego i handlowego dla okolicznych dóbr Ordynacji Zamojskiej. Przez wieś Biała wiódł trakt z Turobina do Goraja i Zawichostu nad Wisłą. Już w połowie XVII wieku kupcy udający się z Zamościa do Sandomierza korzystali z drogi przez Szczebrzeszyn, Kocudzę, Janów i Zaklików. Droga licznie uczęszczana przez kupców skłoniła Katarzynę Zamoyską z Ostrogskich do założenia tu miasta.

### Ordynacja Zamojska

#### XVII w.
Początki miasta Janowa są dobrze poznane dzięki treści przywileju lokacyjnego (zachowała się kopia). Został on wystawiony przez kancelarię króla Władysława IV w Warszawie 21 lipca 1640 r. Lokację przeprowadzono wg prawa magdeburskiego. Miasto otrzymało herb wyobrażający Najświętszą Pannę Maryję, oraz przywilej organizowania ośmiu jarmarków w roku oraz targów tygodniowych w poniedziałki. Pod przyszłe miasto wybrano teren na południowy zachód od wsi Biała, na lewym brzegu rzeki o tej samej nazwie, toteż i samo miasto początkowo nazywano Białą. Miastem często targały burdy i zamieszki. Dowodem tego jest 6 „Artykułów” datowanych na 25 sierpnia 1642 r. wydanych z racji zatargów między mieszkańcami miasta i chłopami z Białej. W trosce o rozwój miasta i bezpieczeństwo obywateli, fundatorka w Artykułach nakazuje swoim komisarzom skodyfikowanie kar za wszystkie przestępstwa karane w Janowie. W owym poleceniu po raz pierwszy użyto nazwy Janów. Jest to nazwa odimienna (od słowa „Jan”), prawdopodobnie upamiętniająca syna fundatorki – Jana Sobiepana Zamoyskiego (w podobny sposób pojawiły się nazwy Klemensów, Tomaszów.
W 1648 r. Janów został najechany i spalony przez wojska Chmielnickiego. Cztery lata później zaraza dotkliwie zmniejszyła stan liczebny mieszkańców. Jan Sobiepan Zamoyski chcąc podnieść region z ruiny zezwolił w 1652 r. na osiedlenie się w mieście Żydów i uprawianie przez nich rzemiosła. W 1661 r. powstał kahał. W 1653 r. w mieście osiedlono znaczną część Tatarów, wziętych do niewoli podczas obrony Rusi. Ludność tatarska wkrótce zlała się z miejscową. W 1660 r. do Janowa sprowadzono dominikanów, objęli oni ufundowany przez ordynację kościół i klasztor. IV Ordynat oznaczył granice miejskie, ustalił wysokość podatków. Pozwolił mieszczanom produkować gorzałkę, piwo i miód pitny. Pod koniec XVII w. Janów liczył około tysiąca mieszkańców.

#### XVIII w.
Mieszczanie trudnili się rzemiosłem, handlem i rolnictwem. W mieście swoją siedzibę miało 11 cechów: rzeźnicki, kowalski, krawiecki, sukienniczy, tkacki, garncarski, szewski, bednarski, kołodziejski, kuśnierski, piekarski). Po I rozbiorze polski (1772 r.) Janów znalazł się pod panowaniem Austrii (Cesarstwo Austriackie powstało dopiero 1804 r.). W 1776 roku na skutek układu między Austrią a Rzecząpospolitą miasto z powrotem wróciło w granice Polski. Na mocy traktatu rozbiorowego z 1795 r. Janów ponownie dostał się pod panowanie austriackie. Na mieszkańców Janowa spadły represje za czynne wspieranie Insurekcji Kościuszkowskiej.
W XVIII w. Janów nawiedziły pożary w latach 1740, 1753, 1754. Ostatni pożar był najbardziej niszczący – społeczność żydowska straciła 60 domostw oraz synagogę. Pod koniec XVIII w. Janów liczył ponad dwa tysiące osób.

#### XIX w.
W 1804 r. ogromny pożar zniszczył 71 zabudowań. Mimo pomocy Ordynacji część pogorzelców opuściła miasto. Wkrótce po tych wydarzeniach Ordynacja sprowadziła kilkudziesięciu sukienników ze Śląska. Przybyłych osadzono na Błoniach budując dla nich osadę Sukiennia. Po powstaniu listopadowym zamknięto granicę celną z Imperium Rosyjskim a to spowodowało upadek miejscowego sukiennictwa.

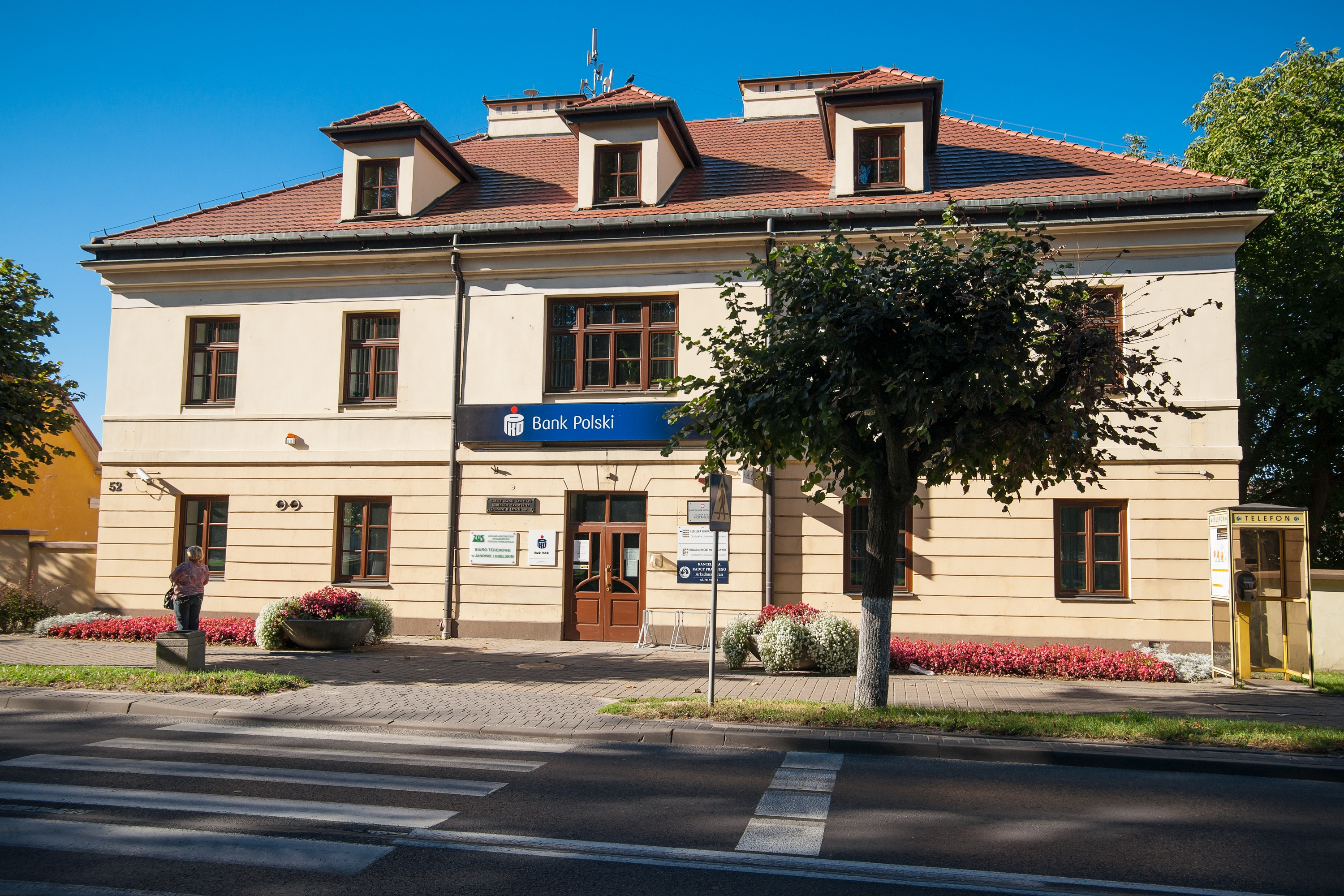
Budynek dawnej Kancelarii Obwodu Ordynacji Zamojskiej (1818–1823)

Po utworzeniu Królestwa Polskiego, Janów należał do obwodu zamojskiego, obejmującego wówczas dobra z obecnymi powiatami: zamojskim, biłgorajskim, zachodnią częścią tomaszowskiego i janowskim zwany kraśnickim. Centrum obwodu oraz siedzibą władz administracyjnych i sądowych był Zamość. Kiedy rządy w Królestwie objął Wielki Ks. Konstanty, zażądał od ordynacji, aby twierdza Zamość została oddana wyłącznie na użytek wojska. Ordynacja zaproponowała Janów, leżący w środku obwodu, na nowe centrum administracyjne. Władze zaakceptowały projekt i od 1817 roku zaczęto przenosić urzędy (sąd, policję, więzienie karne) do Janowa. Dzięki tej przeprowadzce, trwającej w praktyce do 1827 r., powstały administracyjne i mieszkalne zabudowania Nowego Miasta. Na terenie nowego rynku wzniesiono pomnik ku czci T. Kościuszki (1818 r.) oraz założono park miejski (ok. 1820 r.), jeden z pierwszych w Królestwie Polskim.

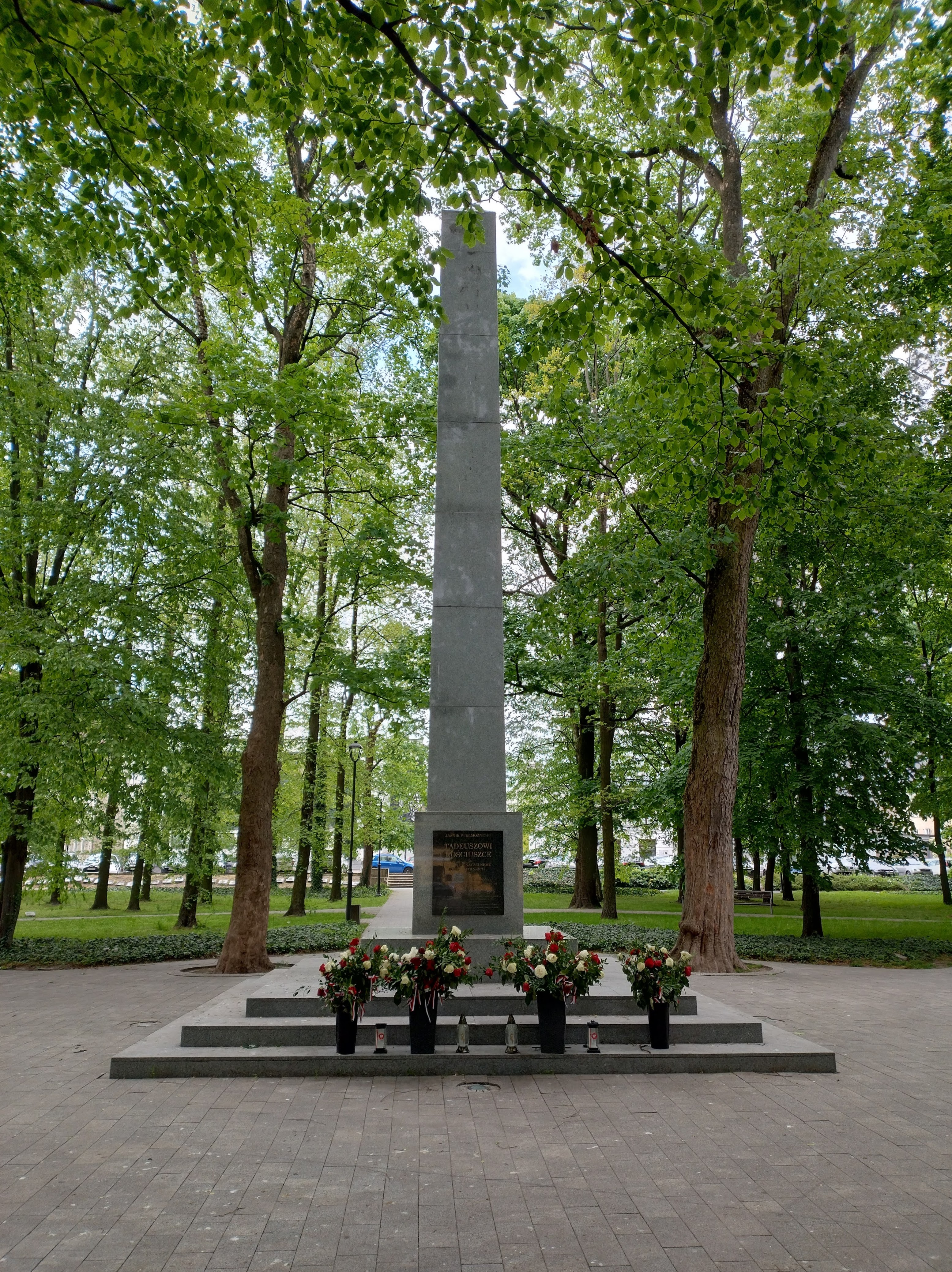
Najstarszy na świecie pomnik Tadeusza Kościuszki w Janowie Lubelskim (1818 r.)

W 1834 r. Janów podzielono na trzy części: Stare Miasto, Nowe Miasto i Przedmieście Zaolszynie. W 1841 r. dla stacjonującego wojska rosyjskiego postawiono cerkiew pułkową. W połowie XIX w. powstała gontarnia i cegielnia, wybrukowano główne ulice i rynek, uregulowano bieg rzeki. Liczba ludności osiągnęła poziom ok. 3,5 tysiąca. W 1860 r. w mieście istniały 2 hotele, 4 domy zajezdne, apteka, 12 szynków oraz szkoła elementarna. Odrodziło się sukiennictwo. W 1863 roku w Janowie produkcją sukna zajmowało się 72. sukienników oraz dwie fabryki.
Po powstaniu styczniowym wielu mieszkańców miasta i okolic, za walkę w oddziałach powstańczych zesłano na Sybir. Represje dotknęły również dominikanów. Wojska rosyjskie zajęły budynki klasztorne i nastąpiła kasata zakonu. Po reformie administracyjnej, w 1867 r. Janów został siedzibą powiatu. Począwszy od II połowy XIX wieku miasto zaczęło się stopniowo rozwijać – powstała fabryka zapałek, garbarnia, założono też szpital. Niestety w 1880 r. w wyniku pożaru spłonęło ok. 100 budynków.

#### XX w.
Na początku XX w. mieszkańców było ok. 8 tysięcy. Podczas I wojny światowej przez Janów trzykrotnie przetoczył się front. W okolicach miasta miały miejsce ciężkie walki. W 1922 roku w pożarze spłonęła blisko połowa miasta – 823 budynki. Od 1925 roku nastąpił szybki rozwój: wybrukowano nowe ulice, zbudowano 7 mostów, zakończono budowę gimnazjum. W 1934 roku w mieście były dwa tartaki, młyn, browar, 2 drukarnie, dwie olejarnie i rzeźnia. Rzemiosłem zajmowało się 339 osób. Elektrownia pozwoliła oświetlić szkoły, urzędy i ulice. Działał szpital, przytułek dla starców. Wśród stowarzyszeń i organizacji warto wymienić: Związek Strzelecki, Towarzystwo Dramatyczne, Towarzystwo Śpiewacze Echo, Klub Inteligencji oraz kilka bibliotek.
Okres okupacji był dla Janowa i jego mieszkańców tragicznym doświadczeniem. We wrześniu 1939 r. w wyniku trzykrotnych bombardowań, zginęło ok. 350 osób, 85% miasta uległo spaleniu. 28 września 1939 roku siły polskiego odbiły Janów z rąk Niemców, którzy zajęli miasto ponownie 6 października.
Przejawami terroru były masowe aresztowania w latach 1940–1941 oraz masowe egzekucje ludności żydowskiej. W 1940 r. okupanci uruchomili karny obóz pracy, istniejący do 1943 r. W mieście i okolicy działały struktury VI Rejonu Armii Krajowej. Ich komendantem w 1944 r. był por. Józef Biss ps. „Wacław”. 26 lipca 1944 roku Janów został zajęty przez wojska radzieckie z udziałem oddziałów AL. W kwietniu 1945 r. oddziały AK uwolniły więzione w Janowie przez UB, uczestniczki powstania warszawskiego. Janów wyszedł z wojny ogromnie zniszczony. Liczba ludności spadła prawie o połowę.

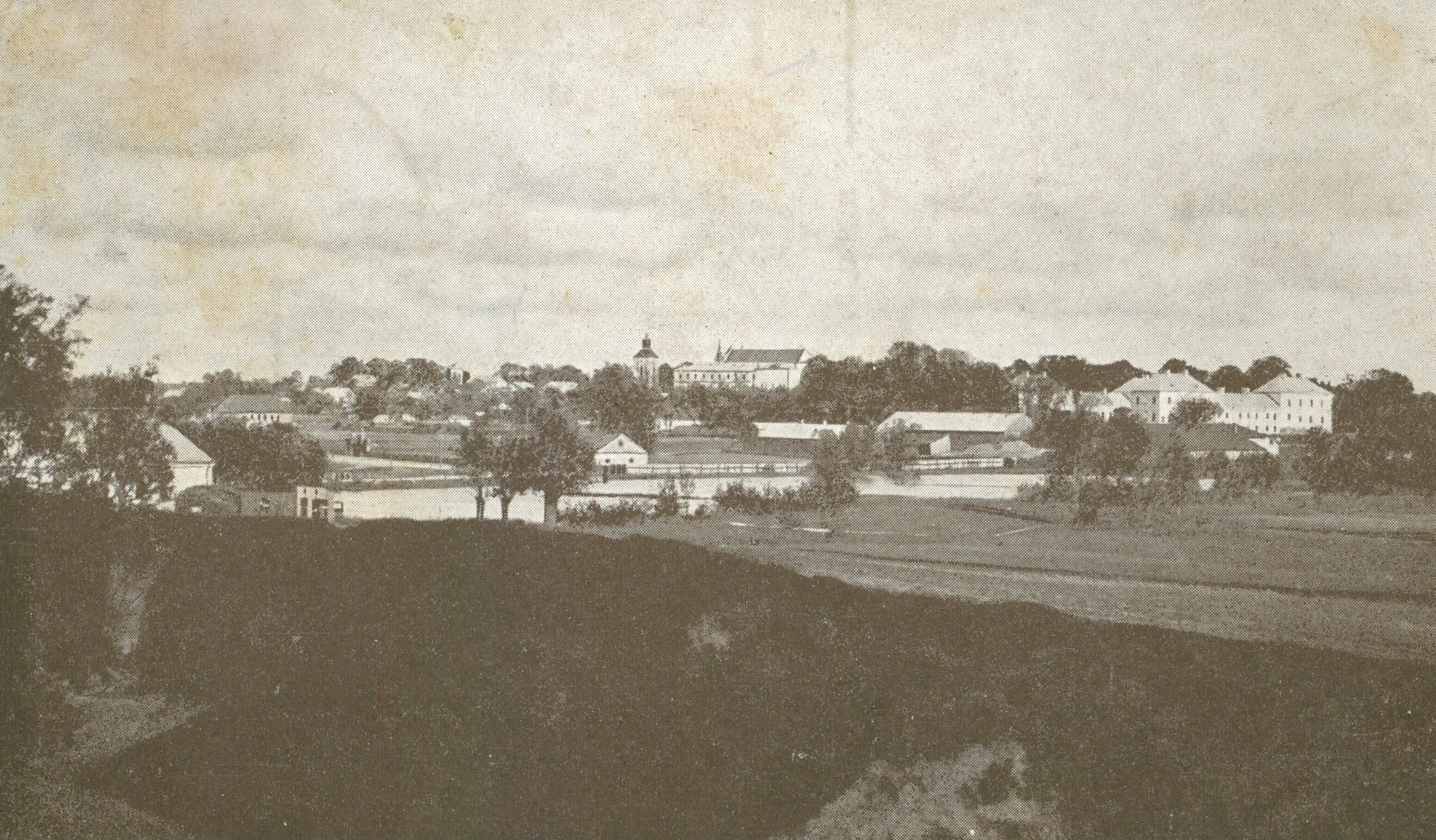
Widok ogólny, 1933-1939
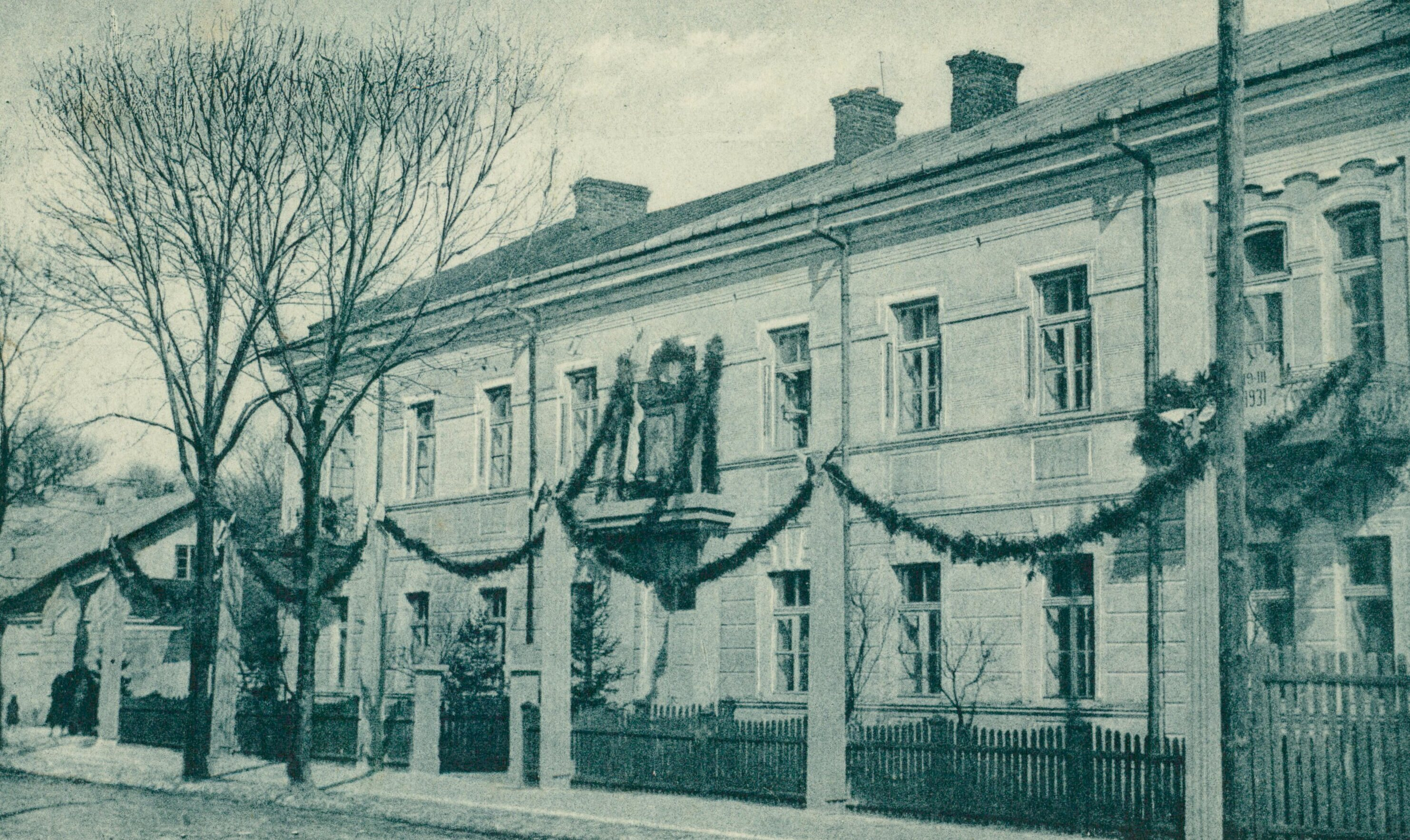
Starostwo, 1932
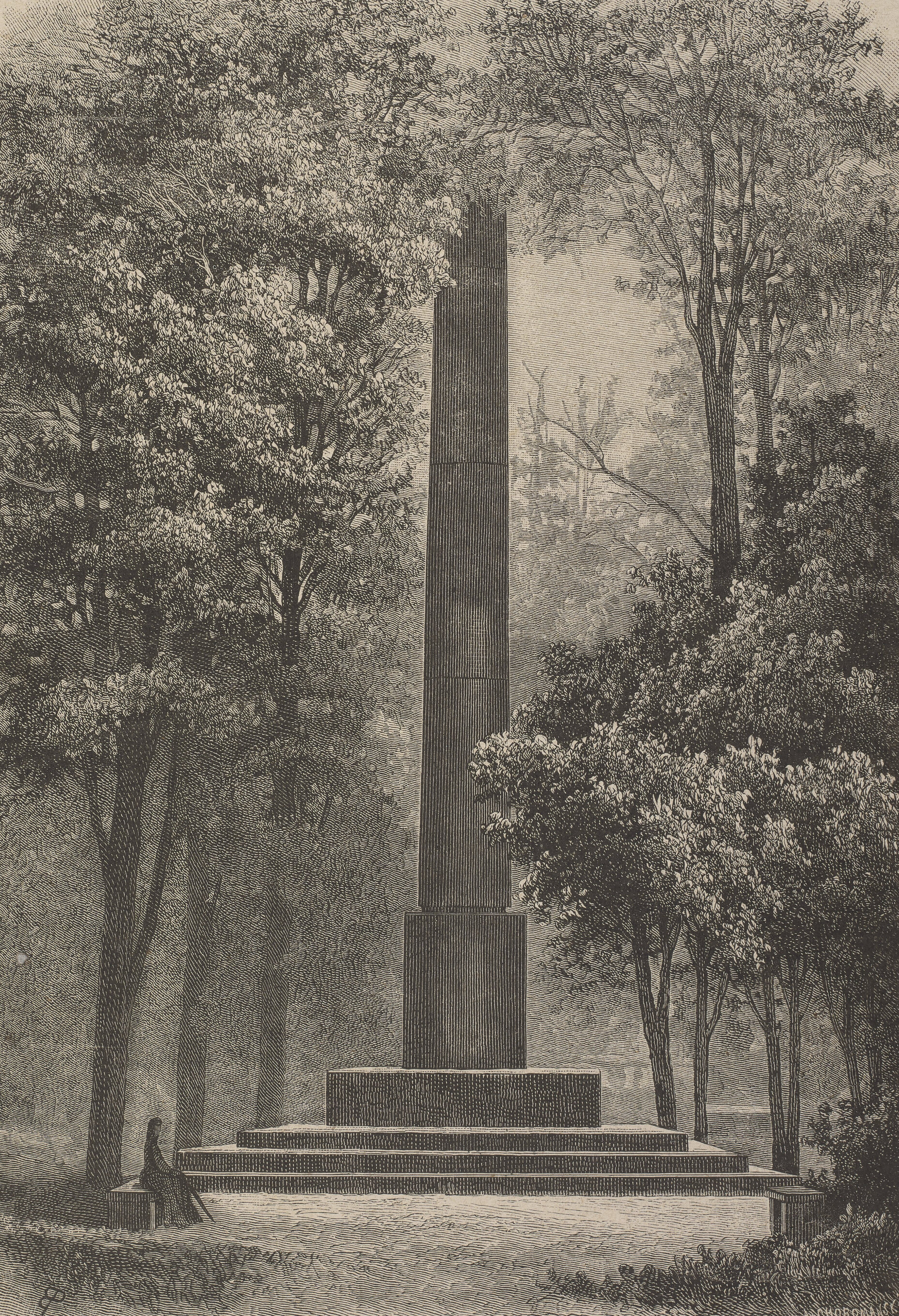
Pomnik Kościuszki, 1880

### Historia współczesna

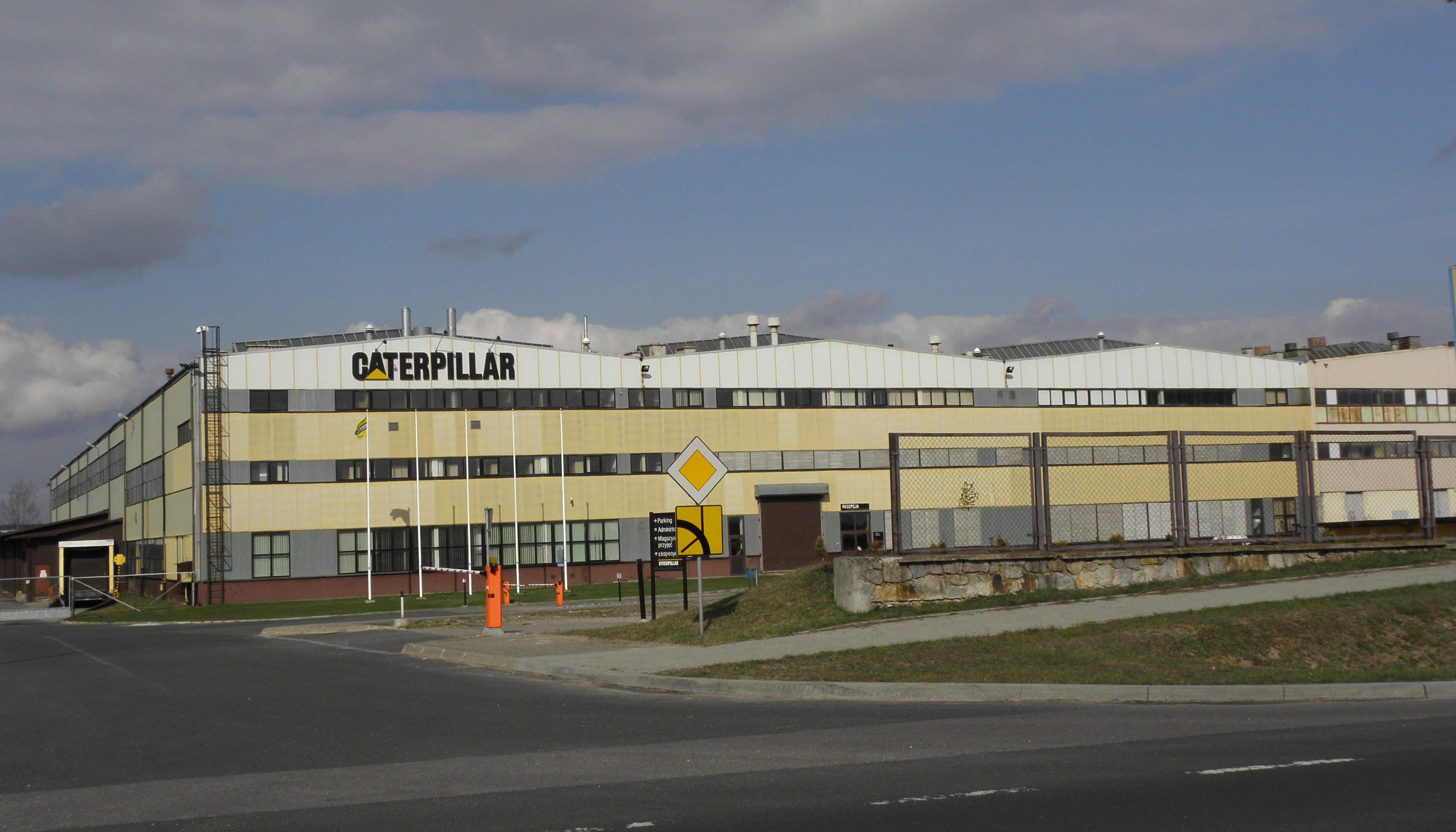
Caterpillar w Janowie Lubelskim (ul. Lubelska 66)

W 1956 roku Janów Lubelski został ponownie siedzibą powiatu jednak efekty rozwoju można było zauważyć dopiero pod koniec lat sześćdziesiątych. Uruchomiono wiele zakładów: Fabrykę Maszyn, zakład odzieżowy Gracja, Zakład Produkcji Leśnej Las itp. Stworzenie miejsc pracy spowodowało gwałtowny wzrost liczby mieszkańców oraz rozwój przestrzenny miasta (powstały lub rozrosły osiedla Centrum, Wschód, Rozwój, Południe, Zaolszynie). Uruchomiono nowy szpital, żłobek, dwa przedszkola, stadion, nową pocztę.
W wyniku nowego podziału administracyjnego w 1975 r. Janów Lubelski znalazł się w granicach województwa tarnobrzeskiego.
W 1989 r. został zarejestrowany Rotary Klub Janów Lubelski.
W 1996 r. erygowano drugą parafię: św. Jadwigi.
W 1999 r. Janów Lubelski powrócił do województwa lubelskiego i został siedzibą powiatu.

## Dziedzictwo kulturowe
Okolice Janowa Lubelskiego (region janowsko-biłgorajski, Roztocze Zachodnie) zaliczane są przez etnografów, etnologów i muzykologów za jeden z ciekawszych etnomuzykologicznych regionów Polski. Tutaj przenikały się różnorodne tradycje (polska, ukraińska, tatarska, żydowska, wołoska). Ze wsi Kocudza, nieopodal Janowa Lubelskiego pochodzi staropolski instrument smyczkowy suka biłgorajska, zrekonstruowany na podstawie akwareli Wojciecha Gersona (1895) m.in. przez lutnika i muzykanta Zbigniewa Butryna, mieszkańca Janowa Lubelskiego. W 2007 roku Zbigniew Butryn wraz ze swoim synem Krzysztofem (który przejął od ojca umiejętność gry) założył Szkołę Suki Biłgorajskiej, w ramach której odbywają się m.in. regularne warsztaty gry, spotkania i prezentacje poświęcone sztuce oraz muzyce tradycyjnej regionu Roztocza Zachodniego.

## Zabytki

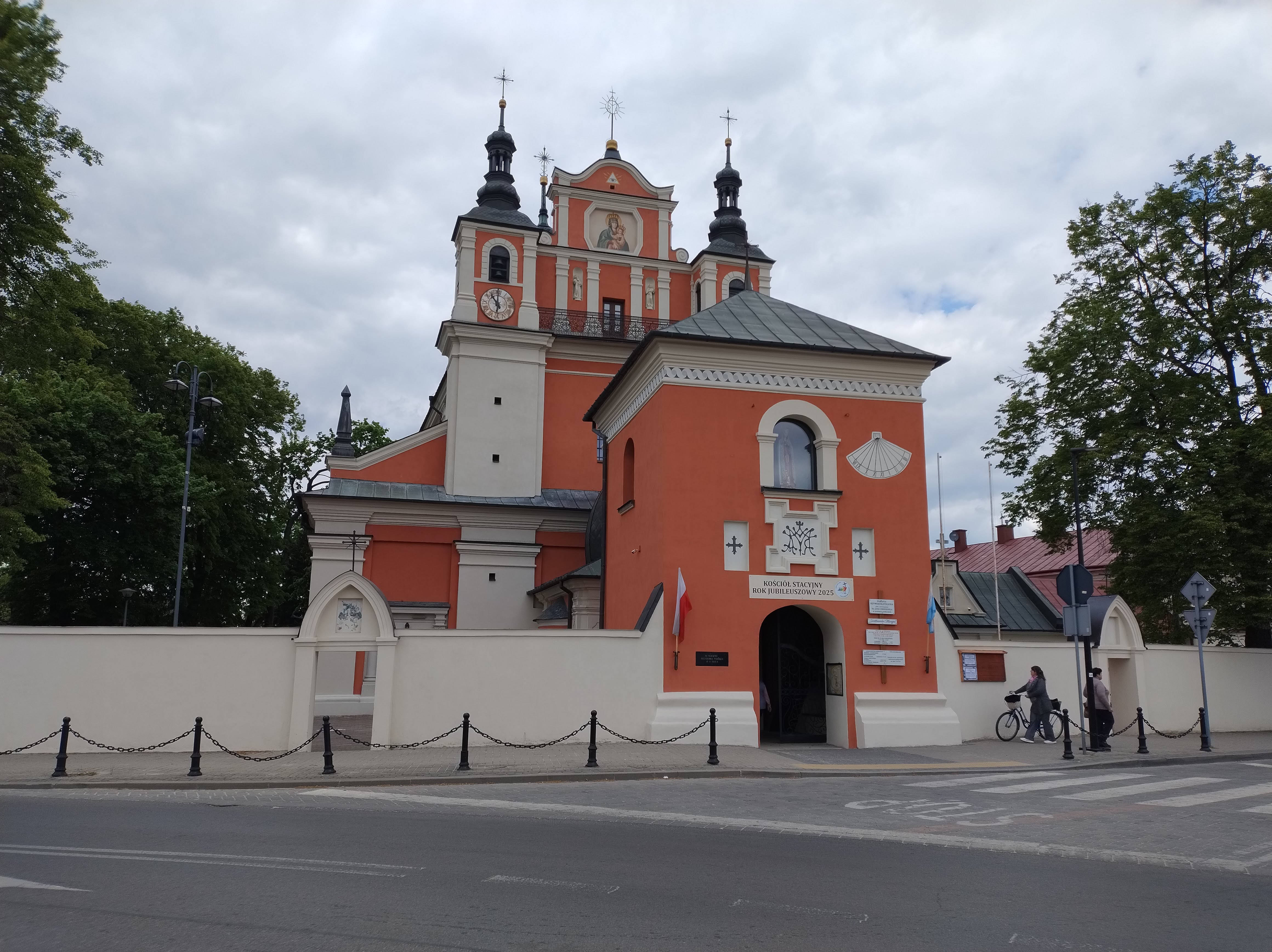
Kościół pw. św. Jana Chrzciciela (2025)

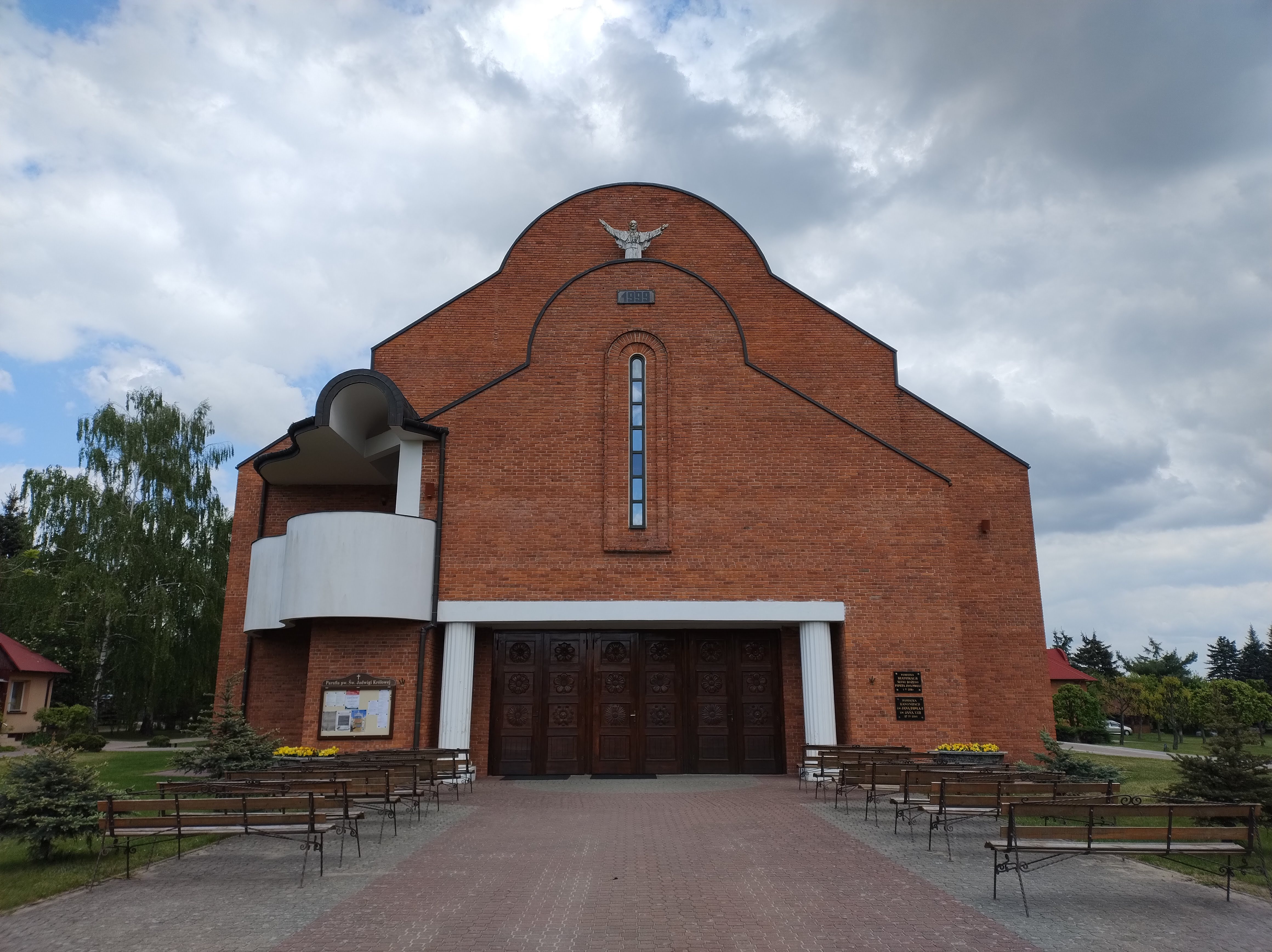
Kościół św. Jadwigi Królowej w Janowie Lubelskim (2025)

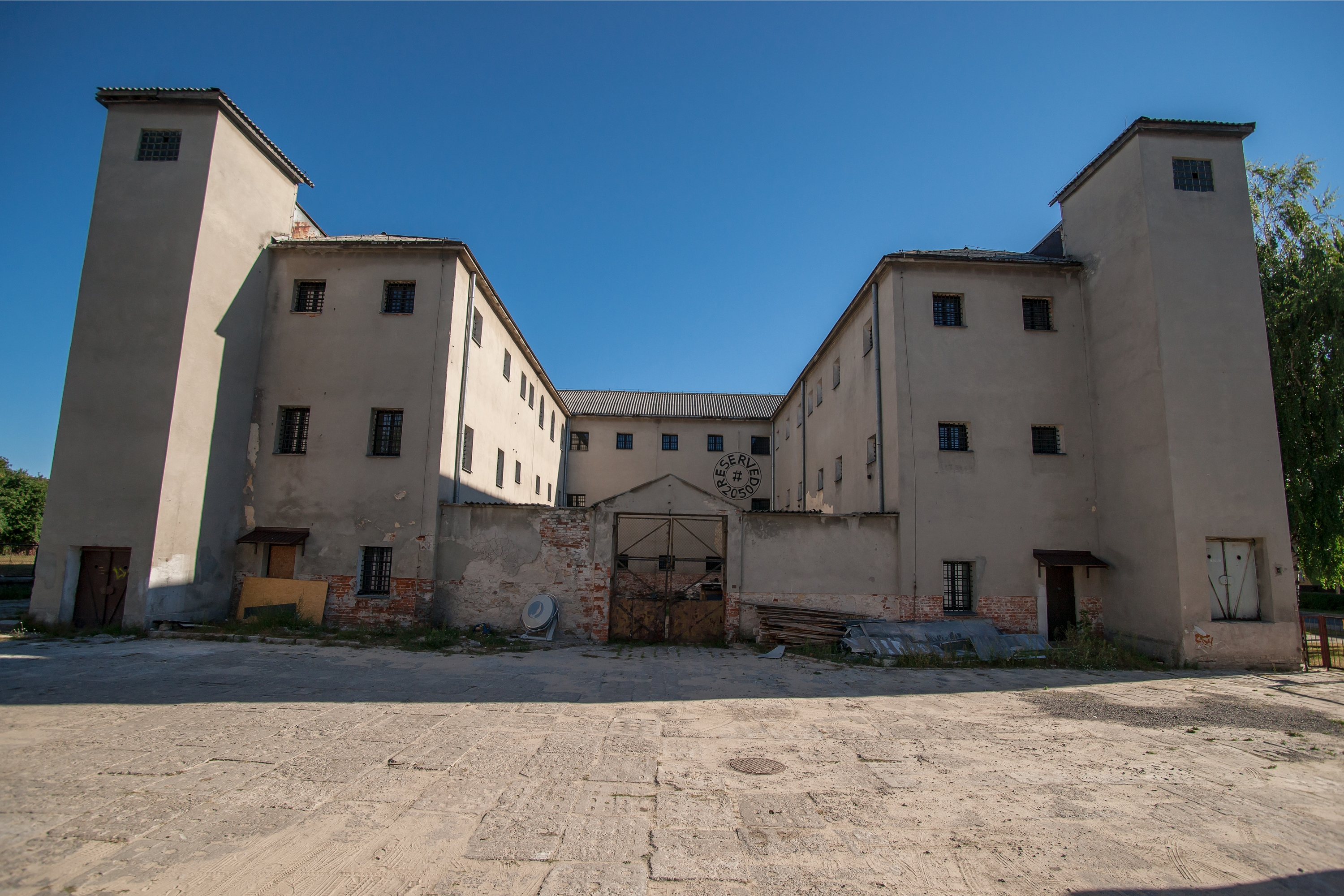
Budynek dawnego więzienia – przeznaczony na siedzibę Muzeum Regionalnego

- Układ urbanistyczny Starego Miasta z poł. XVII wieku
- Sanktuarium Matki Bożej Różańcowej Łaskawej, mieszczące się w dawnym zespole klasztornym dominikanów, wybudowanym w latach 1694–1769, na który składają się:
  - Kościół parafialny pw. św. Jana Chrzciciela
  - Klasztor
  - Dzwonnica-brama

- Najstarszy na świecie pomnik Tadeusza Kościuszki z 1818 r.

## Przyroda
Zalew Janowski, sztuczny zbiornik wodny (pow. 40 ha), wraz z rozbudowaną bazą noclegową. Dziewicze lasy wchodzące w skład największego kompleksu leśnego w Polsce, w bezpośredniej okolicy znajdują się:
- Lasy Janowskie – w których znajdują się:
  - Park Krajobrazowy Lasy Janowskie;
  - Skansen leśnej kolejki wąskotorowej;
  - Stadniny koni, w tym ostoja konika Biłgorajskiego w Szklarni;
  - Porytowe Wzgórze – miejsce największej bitwy partyzanckiej na ziemiach polskich w czasie II wojny światowej;
  - Trakt Janowski (off-road);
- Puszcza Sandomierska;
- Puszcza Solska.

## Muzea
W Janowie siedzibę mają Muzeum Regionalne oraz Muzeum Przyrodnicze.
W 2014 roku zostało utworzone prywatne Muzeum Fotografii.

## Oświata i wychowanie

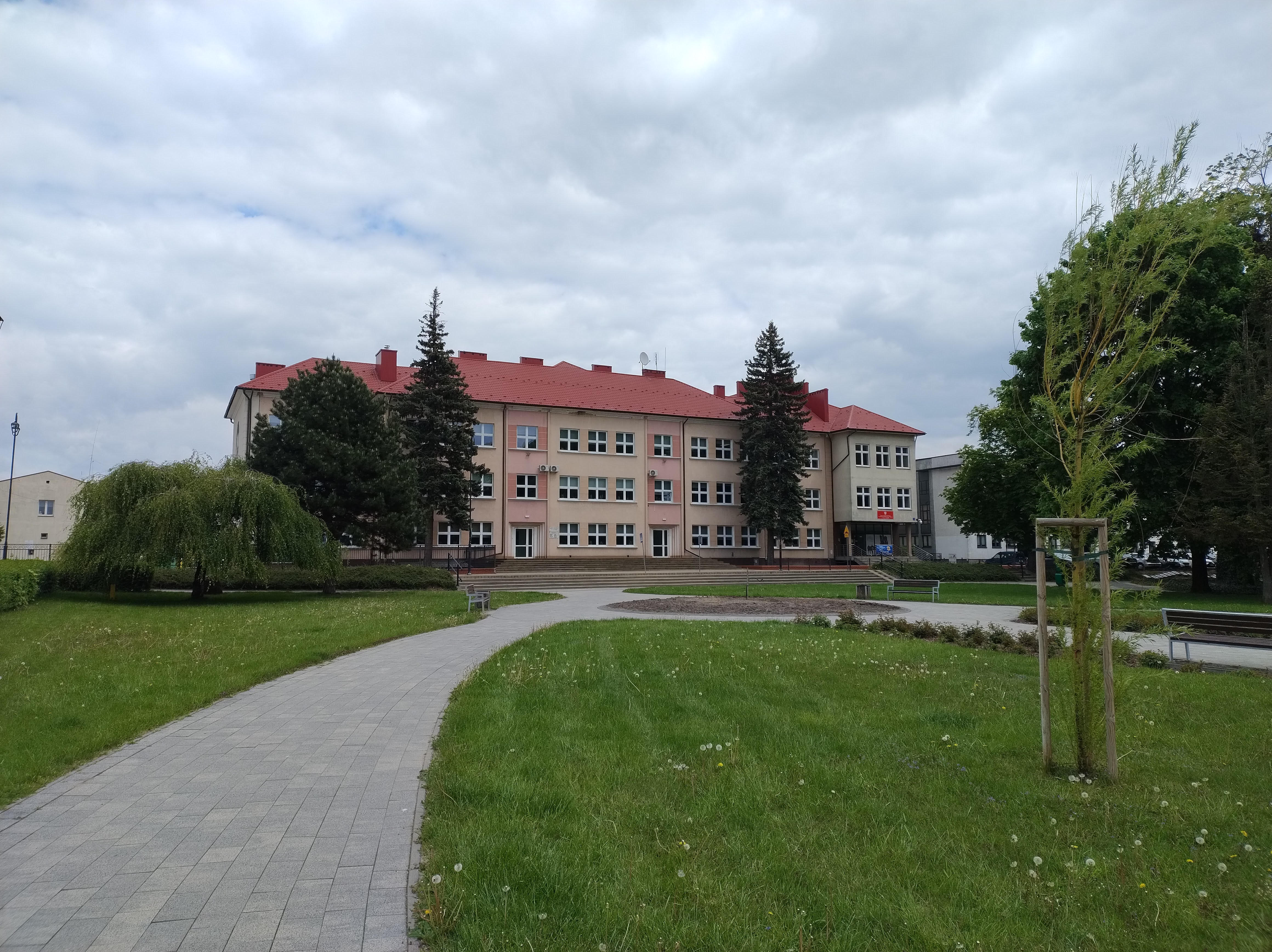
Budynek Liceum Ogólnokształcącego im. Bohaterów Porytowego Wzgórza (2025)

- Publiczna Szkoła Podstawowa z Oddziałami Intergracjnymi im. Jana Zamoyskiego
- Publiczne Gimnazjum im. Jana Pawła II
- Zespół Szkół w Janowie Lubelskim im. Wincentego Witosa
- Liceum Ogólnokształcące im. Bohaterów Porytowego Wzgórza
- Zespół Szkół Technicznych w Janowie Lubelskim

## Wspólnoty religijne
W mieście działa Polski Narodowy Katolicki Kościół w RP, Misja – Diaspora, protestancka Wspólnota „Eklezja”, będąca częścią Kościoła Chrześcijan Wiary Ewangelicznej. Działalność prowadzą Świadkowie Jehowy (zbór, w tym grupa języka migowego) z własną Salą Królestwa.
W Janowie Lubelskim w latach 1645–1646, doszło do serii uznanych przez Kościół katolicki objawień maryjnych.

## Demografia
Według danych z 31 grudnia 2020 r. miasto miało 11 661 mieszkańców.

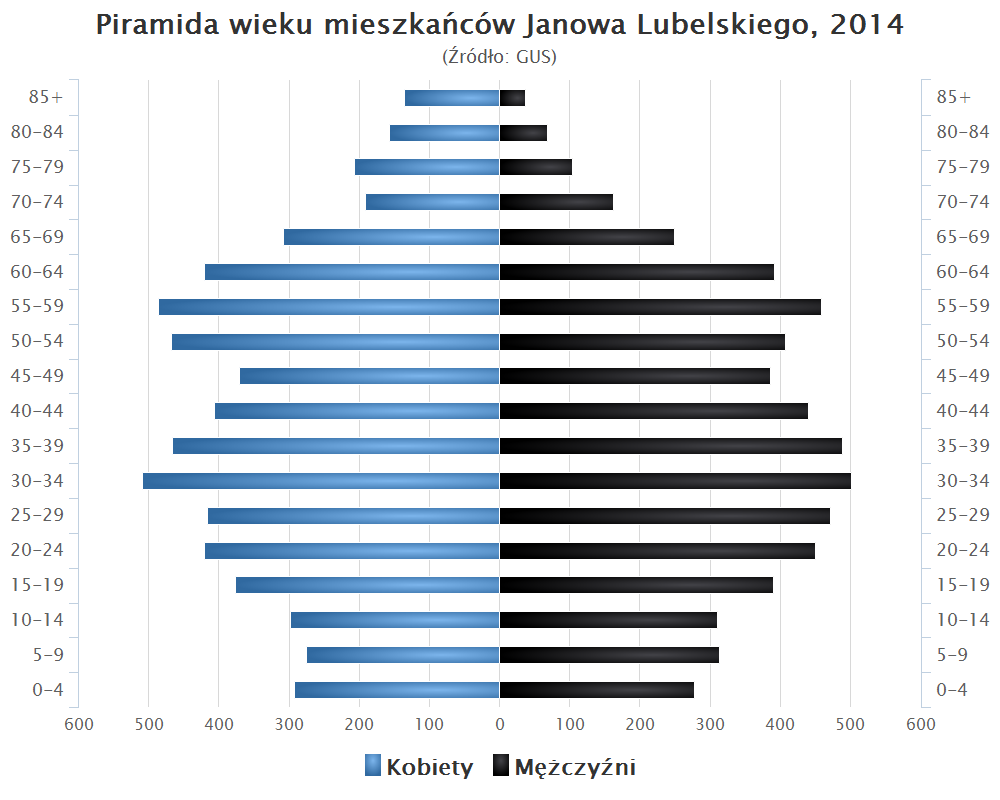
Piramida wieku mieszkańców Janowa Lubelskiego w 2014 roku

## Sport

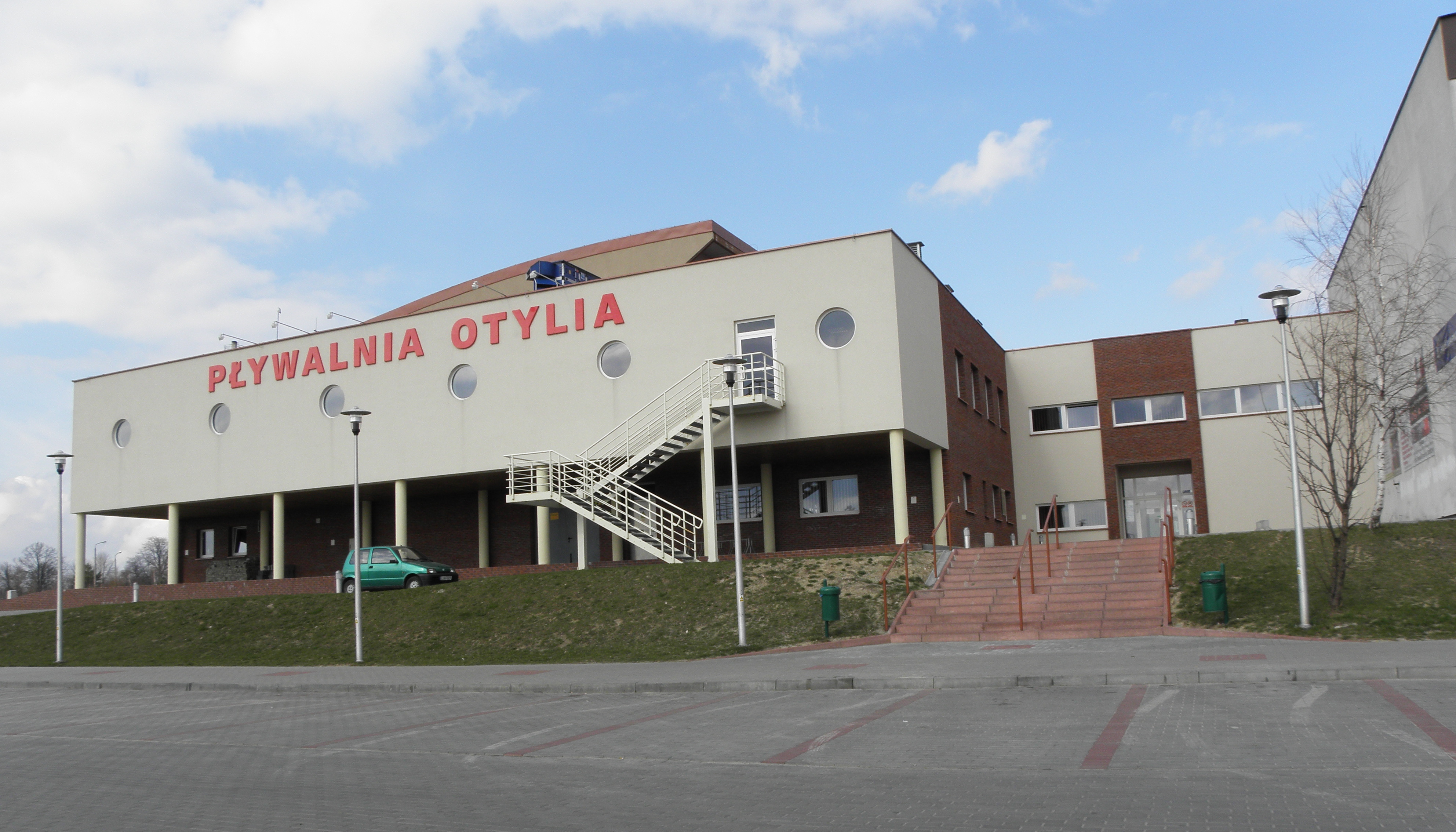
Pływalnia „Otylia”

- Miejski Klub Sportowy Janowianka (piłka nożna).
- Uczniowski Klub Karate Tradycyjnego.
- Bractwo Sztuk Walki „Deus Vult” Jiu-Jitsu.
- Janowski Ludowy Klub Sportowy „Olimp” (zapasy).
- Janowska drużyna paintballowa
- Pływalnia ‘Otylia’

## Transport

### Drogi
Drogi krajowe przebiegające przez Janów Lubelski:
- droga ekspresowa S19 (Barwinek – Rzeszów – Lublin – Białystok – Kuźnica)
- droga krajowa nr 74 (Zosin – Hrubieszów – Zamość – Kraśnik – Kielce – Piotrków Trybunalski – Wieluń)